# Idálio

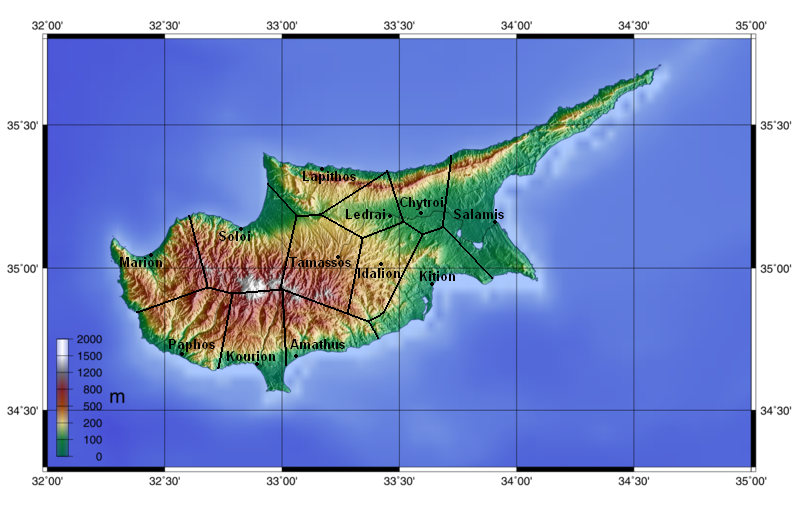
Localização de Idálio em Chipre

Idálio (em grego: Ιδάλιον; romaniz.: Idalion; em latim: Idalium) era uma antiga cidade em Chipre, próxima  ao local da atual Dali (Chipre), no distrito de Nicósia.[carece de fontes?] O seu fundador e primeiro rei foi Calcanor. O nome da cidade foi tirado da expressão em Grego para "eu vejo o sol". Foi um  das dez cidades-reino de Chipre listadas num prisma (tabuleta multi-facetada) do rei assírio Assaradão (r. 680−669 a.C.). Foi dominada pela cidade fenícia de Cítio (em latim: Citium; hoje Lárnaca) por volta de 47 a.C. e foi centro de culto à deusa Afrodite e da divindade Heleno-Fenícia Resefe-Apolo. Há um modelo em terracota que foi aí encontrado (hoje está no Museu do Louvre que  se supõe representar o templo "Resefe-Apolo".